# Campeonato Gaúcho de Futebol de 1962 - Série A
O Campeonato Gaúcho de Futebol de 1962, foi a 42ª edição da competição no Estado do Rio Grande do Sul. Os clubes jogaram entre si em turno e returno para definir o título. A competição teve seu início em 3 de junho de 1962 e seu término em 7 de fevereiro de 1963. O campeão deste ano foi o Grêmio.

## Regulamento
As doze equipes se enfrentam em turno e returno. O clube com mais pontos é declarado o campeão e representará o Rio Grande do Sul na Taça Brasil 1963. O primeiro critério de desempate é saldo de gols. O último colocado enfrenta o campeão da Divisão de Acesso para definir o último integrante do Campeonato Gaúcho - Divisão Especial 1963. Este confronto é conhecido como Torneio da Morte.

### Participantes
| - Aimoré (São Leopoldo) - 2ª - Brasil (Pelotas) - 12ª - Cruzeiro (Porto Alegre) - 3ª - Farroupilha (Pelotas) - 6ª - Flamengo (Caxias do Sul) - 2ª - Floriano (Novo Hamburgo) - 19ª | - Grêmio (Porto Alegre) - 20ª - Guarany (Bagé) - 12ª - Internacional (Porto Alegre) - 18ª - Juventude (Caxias do Sul) - 4ª - Pelotas (Pelotas) - 10ª - São José (Porto Alegre) - 2ª |

### Classificação Final
| Pos. | CLUBE         | PG | J  | V  | E | D  | GP | GC | SG  |
| 1º   | Grêmio        | 34 | 23 | 14 | 6 | 3  | 47 | 19 | 28  |
| 2º   | Internacional | 32 | 23 | 14 | 4 | 5  | 38 | 21 | 17  |
| 3º   | Guarany       | 28 | 22 | 10 | 8 | 4  | 32 | 22 | 10  |
| 4º   | Flamengo      | 26 | 22 | 11 | 4 | 7  | 35 | 31 | 4   |
| 5º   | Aimoré        | 25 | 22 | 10 | 5 | 7  | 26 | 23 | 3   |
| 6º   | Farroupilha   | 24 | 22 | 10 | 4 | 8  | 30 | 26 | 4   |
| 7º   | Floriano      | 23 | 22 | 9  | 5 | 8  | 36 | 28 | 8   |
| 8º   | Cruzeiro      | 17 | 22 | 7  | 3 | 12 | 23 | 27 | -4  |
| 9º   | Juventude     | 17 | 22 | 8  | 1 | 13 | 34 | 45 | -11 |
| 10º  | Brasil        | 16 | 22 | 5  | 6 | 11 | 17 | 29 | -12 |
| 11º  | Pelotas       | 14 | 22 | 4  | 6 | 11 | 21 | 37 | -16 |
| 12º  | São José      | 10 | 22 | 4  | 2 | 16 | 23 | 54 | -31 |
| ---- | ------------- | -- | -- | -- | - | -- | -- | -- | --- |

### Jogo Extra
Obs.:Necessário pois Grêmio e Internacional empataram em pontos ao final dos dois turnos
| 7 de fevereiro de 1963 | Grêmio                         | 4 – 2 | Internacional           | Olímpico, Porto Alegre (RS)                            |
|                        | Ivo Diogo · Joãozinho · Vieira |       | Flávio Minuano · Soligo | Público: (cerca de) 50 mil Árbitro: Eunápio de Queiroz |

Grêmio: Henrique; Renato, Aírton Pavilhão, Altemir e Ortunho; Élton e Milton Kuelle; Marino, Joãozinho, Ivo Diogo e Vieira. 

Técnico: Sérgio Moacir Torres Nunes.
Internacional: Gainete; Zangão, Ari Ercílio, Cláudio Danni e Soligo; Bandeira (Piloto) e Osvaldinho, Sapiranga, Flávio Minuano, Mauro e Gilberto Andrade. 

Técnico: Abelard Jacques.

## Campeão
| Campeonato Gaúcho de Futebol 1962 |
| --------------------------------- |
| Grêmio (13º título)               |

## Artilheiros
- 13 gols: Giovani (Floriano)

Paulo Lumumba (Grêmio)

## Segunda Divisão
Campeão: Rio Grande
Vice-Campeão: Atlântico